# Mabion
Mabion S.A. – polskie przedsiębiorstwo biotechnologiczne zajmujące się kontraktową produkcją i rozwojem leków biologicznych oraz komponentów do szczepionek białkowych. Mabion został założony 4 kwietnia 2007 r. przez cztery polskie firmy farmaceutyczne: Celon Pharma z Łomianek, Polfarmex z Kutna, IBSS Biomed z Krakowa oraz Genexo z Warszawy.
Do wybuchu pandemii COVID-19, Mabion zajmował się rozwojem własnych leków biologicznych. Flagowym produktem spółki był MabionCD20, lek biopodobny do rytuksymabu, który został przetestowany w dwóch badaniach klinicznych III fazy (u pacjentów z reumatoidalnym zapaleniem stawów i chłoniakiem nieziarniczym. Firma starała się o rejestrację MabionCD20 w Europejskiej Agencji Leków, jednak na początku 2020 r. wniosek został dobrowolnie wycofany. Od 2021 r. Mabion funkcjonuje wyłącznie jako firma CDMO zajmująca się kontraktowym rozwojem i wytwarzaniem rekombinowanych białek terapeutycznych.
W dn. 8 października 2021 r. Mabion zawarł umowę z amerykańskim koncernem Novavax na wytwarzanie antygenu szczepionki przeciw COVID-19 o nazwie Nuvaxovid (NVX-CoV2373) oraz powiązane usługi analityczne.